# Liste der Monuments historiques in La Queue-les-Yvelines
Die Liste der Monuments historiques in La Queue-les-Yvelines führt die Monuments historiques in der französischen Gemeinde La Queue-les-Yvelines auf.

## Liste der Bauwerke
| Bezeichnung            | Beschreibung | Standort                | Kennzeichnung | Schutzstatus | Datum     | Bild |
| ---------------------- | ------------ | ----------------------- | ------------- | ------------ | --------- | ---- |
| Château de la Couharde | Schloss      | Rue nationale 89 (Lage) | PA00087580    | Inscrit      | 1979 2001 |      |

## Liste der Objekte
- Monuments historiques (Objekte) in La Queue-les-Yvelines in der Base Palissy des französischen Kultusministeriums